# Pleusymtes margulisae
Pleusymtes margulisae is een vlokreeftensoort uit de familie van de Pleustidae. De wetenschappelijke naam van de soort is voor het eerst geldig gepubliceerd in 1990 door Nina Liverjevna Tzvetkova & Golikov.